# Walters (Oklahoma)
Walters város az Amerikai Egyesült Államok Oklahoma államában, Cotton megyében, melynek megyeszékhelye is. Lakosainak száma 2412 fő (2020. április 1.).

## Népesség
A település népességének változása:

| 2010 | 2 551 |
| 2020 | 2 412 |